# Guiño

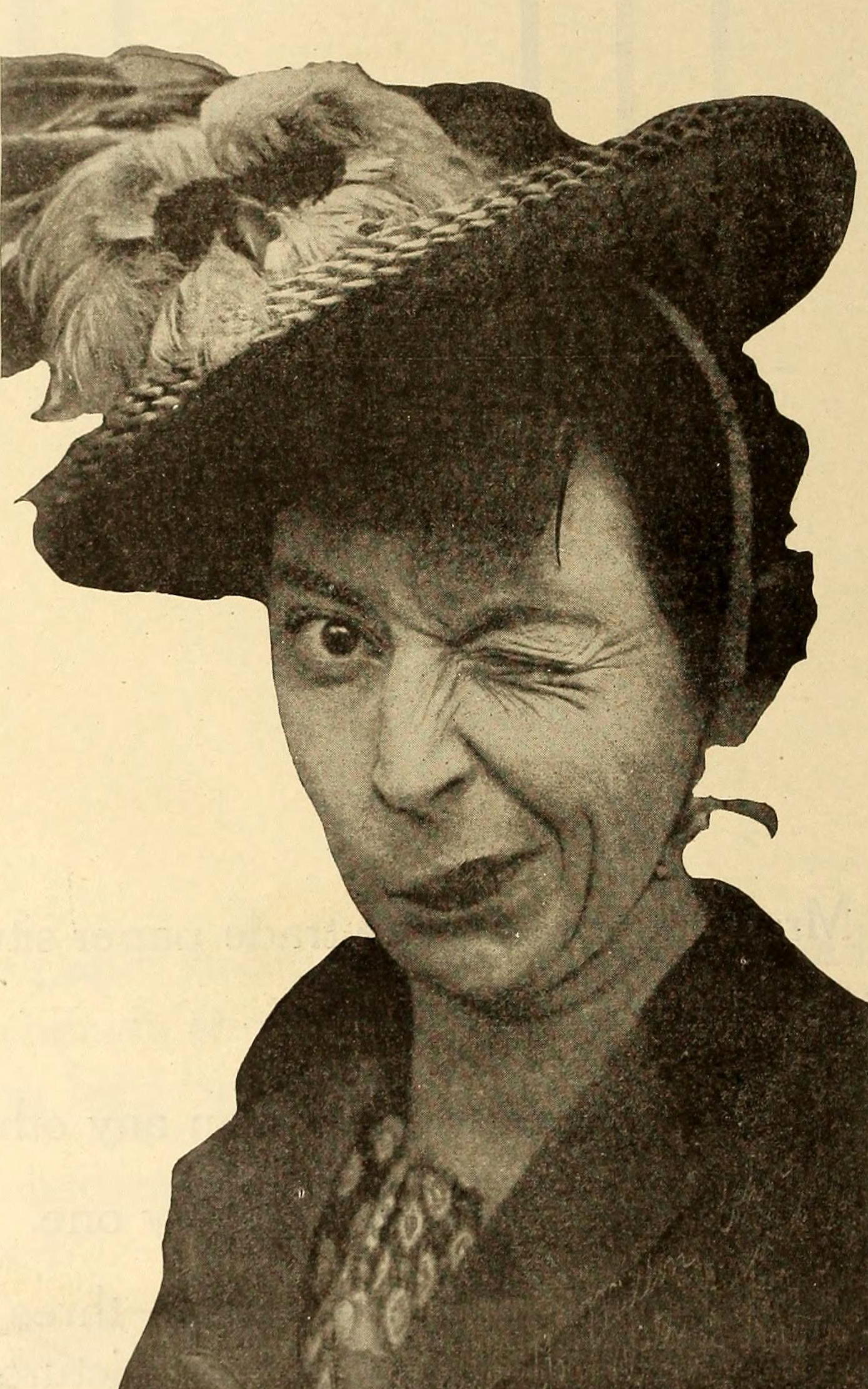
Gale Henry, guiñando un ojo, 1919.

Un guiño es una expresión facial hecha con un breve cerrar de un ojo. Por lo general, es un modo de comunicación informal, una especie de señal. Dependiendo del contexto, el guiño puede significar desde atracción sexual, amistad, o el conocimiento compartido de algo o de algún propósito oculto. Es una forma de amistad.

## Significados culturales

Emoticono.

### Occidente
En la cultura occidental puede ser utilizado para comunicar intenciones sexuales, que irán dependiendo del contexto desde el coqueteo hasta  una invitación explícita. Además puede significar un entendimiento compartido.
En Madrid, capital de España, se emplea el guiño en el juego del mus, indicando a tu compañero que llevas 31.

### América
En las culturas de América, guiñar un ojo también puede ser una invitación sexual o romántica. También se usa a manera de piropo no verbal.
En Argentina se suele usar el guiño en el Truco (juego de naipes popular en tal país) como seña del as de bastos (la segunda carta en la jerarquía de este juego).

### Asia
En muchos países de Asia, guiñar un ojo puede ser visto como un gesto ofensivo. Sin embargo, debe tenerse en cuenta que un guiño en el subcontinente indio suele tener connotaciones similares a las de Occidente, como insinuación o invitación seductora. En otros casos, el gesto se usa para indicar que se está llevando a cabo una broma hacia un tercero. Este gesto es compartido entre dos personas en privado, a espaldas de quienes los rodean, como en una reunión social.
Cuando Frederick Spencer Chapman estaba  capacitando guerrilleros chinos en Malasia británica para disparar fusiles, se encontró que una gran proporción de ellos fueron incapaces de cerrar un solo ojo a la vez.

### África
Los adultos de Nigeria pueden guiñar el ojo como señal a los niños de salir de la habitación o de manifiesto para ayudarlos a protegerse de gente extraña.

## Capacidad fisiológica
No todos los seres humanos son capaces de guiñar los ojos de forma voluntaria, y algunos solo pueden hacer guiño con uno (generalmente el no dominante) de los ojos. Otros son mucho mejores guiñando un ojo y les resulta difícil guiñar el otro.[cita requerida]

## Anomalías
Algunas personas, especialmente niños y adolescentes, muestran un hábito de hacer un guiño involuntariamente cuando están sometidos al estrés, a menudo sin su conocimiento. Se considera como un síntoma de síndrome de Tourette.